# Jeu de cartes italien

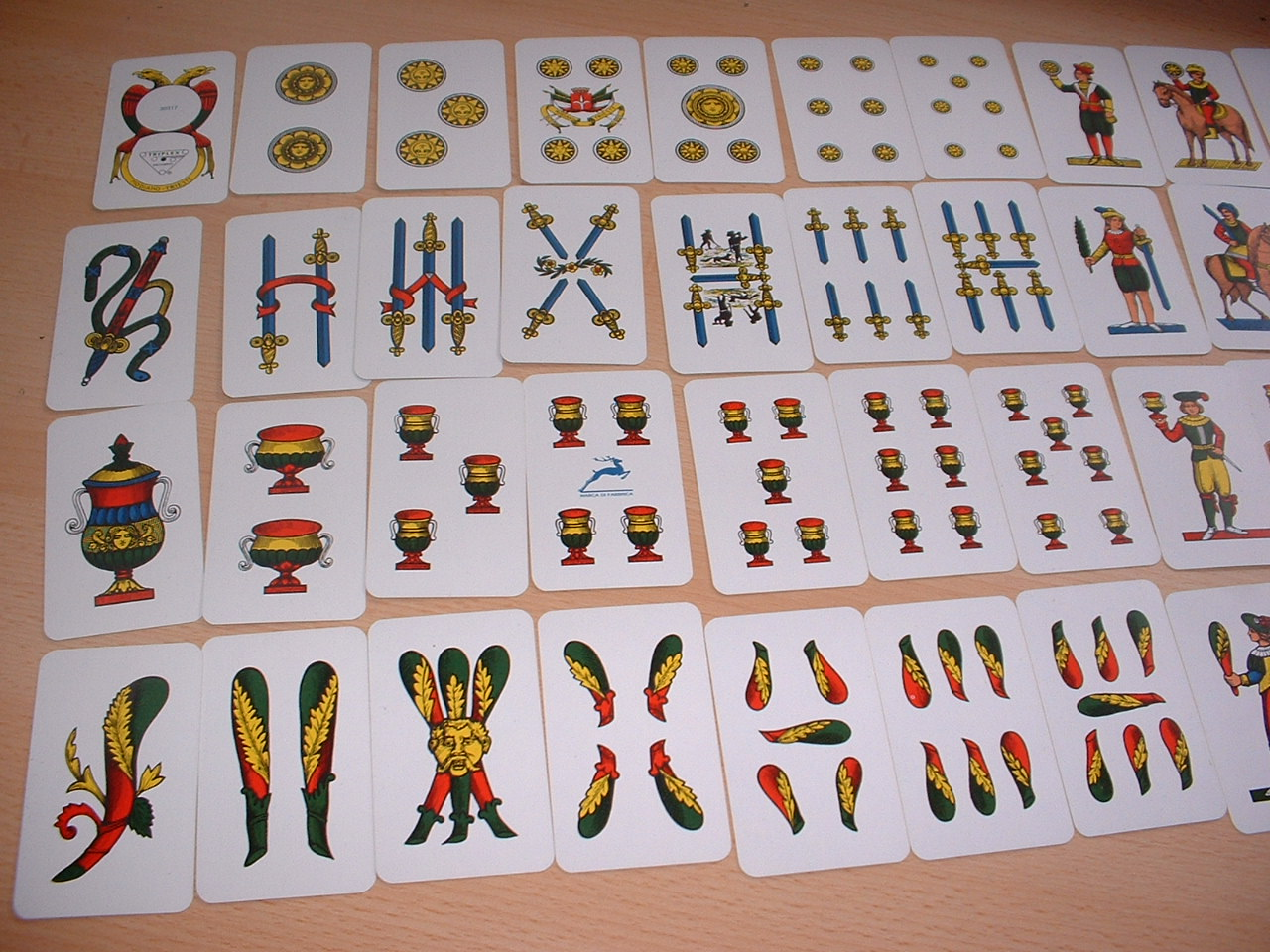
Les quarante cartes d'un jeu de scopa, fabriqué par Modiano, présentant la variante napolitaine aux enseignes espagnoles.

Répartition régionale des enseignes en Italie : le vert pour les italiennes, le bleu pour les allemandes, le jaune pour les françaises et l'orange pour les espagnoles

## Caractéristiques
Les cartes à jouer apparaissent en Italie dans la deuxième moitié du XIVe siècle ; leur présence est attestée à Florence dès 1377. Les cartes à jouer d'Italie possèdent de nombreuses variations régionales, tant dans les enseignes et l'aspect graphique des cartes que dans leur nombre. Globalement, les styles se répartissent en quatre grandes catégories :
- au nord, les cartes utilisent les enseignes italiennes : coupes, bâtons, deniers et épées[2] ;
- au sud, elles font usage des enseignes espagnoles, qui portent les mêmes noms que les enseignes italiennes mais possèdent un style graphique distinct[2] ;
- au nord-ouest, les enseignes françaises sont utilisées : cœurs, carreaux, piques et trèfle ;
- au nord-est, dans le Tyrol italien, les cartes utilisent les enseignes allemandes : cœurs, grelots, glands et feuilles.

Les paquets comptent principalement 40 cartes : 1 à 7 et trois figures. Certaines variétés en comptent toutefois 52. Les figures diffèrent suivant les régions. Les cartes ne sont quasiment jamais numérotées.
Jusqu'en 1972, les paquets de cartes sont soumis à une taxe ; le timbre fiscal correspondant est alors apposé sur l'une des cartes.
Le tableau suivant résume certaines caractéristiques des variantes.
| Variante  | Italien       | Enseignes  | Longueur (mm) | Largeur (mm) | Nombre     |
| --------- | ------------- | ---------- | ------------- | ------------ | ---------- |
| Bergame   | Bergamasche   | Italiennes | 94            | 50           | 40         |
| Bologne   | Bolognese     | Italiennes | 104           | 49           | 40         |
| Brescia   | Bresciane     | Italiennes | 88            | 43           | 52         |
| Florence  | Fiorentine    | Françaises | 101           | 67           | 40         |
| Gênes     | Genovesi      | Françaises | 88            | 58           | 36, 40, 52 |
| Milan     | Milanesi      | Françaises | 94            | 50           | 40         |
| Naples    | Napoletane    | Espagnoles | 83            | 50           | 40         |
| Piémont   | Piemontesi    | Françaises | 83            | 50           | 36, 40, 52 |
| Plaisance | Piacentine    | Espagnoles | 91            | 50           | 40         |
| Romagne   | Romagnole     | Espagnoles | 88            | 58           | 40         |
| Salzbourg | Salisburghesi | Allemandes |               |              | 36, 40     |
| Sardaigne | Sarde         | Espagnoles | 88            | 56           | 40         |
| Sicile    | Siciliane     | Espagnoles |               |              | 40         |
| Toscane   | Toscane       | Françaises | 88            | 56           | 40         |
| Trente    | Trentine      | Italiennes | 94            | 50           | 40, 52     |
| Trévise   | Trevigiane    | Italiennes | 104           | 49           | 40, 52     |
| Trieste   | Triestine     | Italiennes | 98            | 53           | 40         |

Les cartes ont des valeurs différentes selon le jeu. Parmi les jeux les plus populaires, la scopa et la briscola sont pratiquées dans toutes les régions d'Italie.

## Variantes

### Enseignes italiennes

#### Caractéristiques
Les enseignes italiennes dérivent des tarots des XIVe et XVe siècles et sont principalement utilisées dans le nord-est de l'Italie. Elles possèdent les caractéristiques suivantes :
- Les paquets comptent essentiellement 40 cartes, mais on rencontre également des paquets de 52 cartes, voire 36.
- Les figures sont le valet, le cavalier et le roi.
- Les couleurs utilisées pour le dessin des cartes sont exclusivement le bleu, le rouge et le jaune (or).
- Les épées (spade en italien) ressemblent à des sabres fortement courbes, similaires à des cimeterres.
- Les bâtons (bastoni) ressemblent à des bâtons de cérémonies : droits et aux extrémités arrondies.
- Les deniers (denari) sont circulaires et portent des motifs géométriques de couleur.
- Les coupes (coppe) sont principalement des gobelets hexagonaux.

Le tableau suivant recense certaines des enseignes.
| Variante                             | Épée | Coupe | Denier | Bâton |
| ------------------------------------ | ---- | ----- | ------ | ----- |
| Bergame                              |      |       |        |       |
| Brescia                              |      |       |        |       |
| Trente                               |      |       |        |       |
| Trieste                              |      |       |        |       |
| Trévise ou Venise selon les éditions |      |       |        |       |
| Bologne                              |      |       |        |       |

#### Bergame

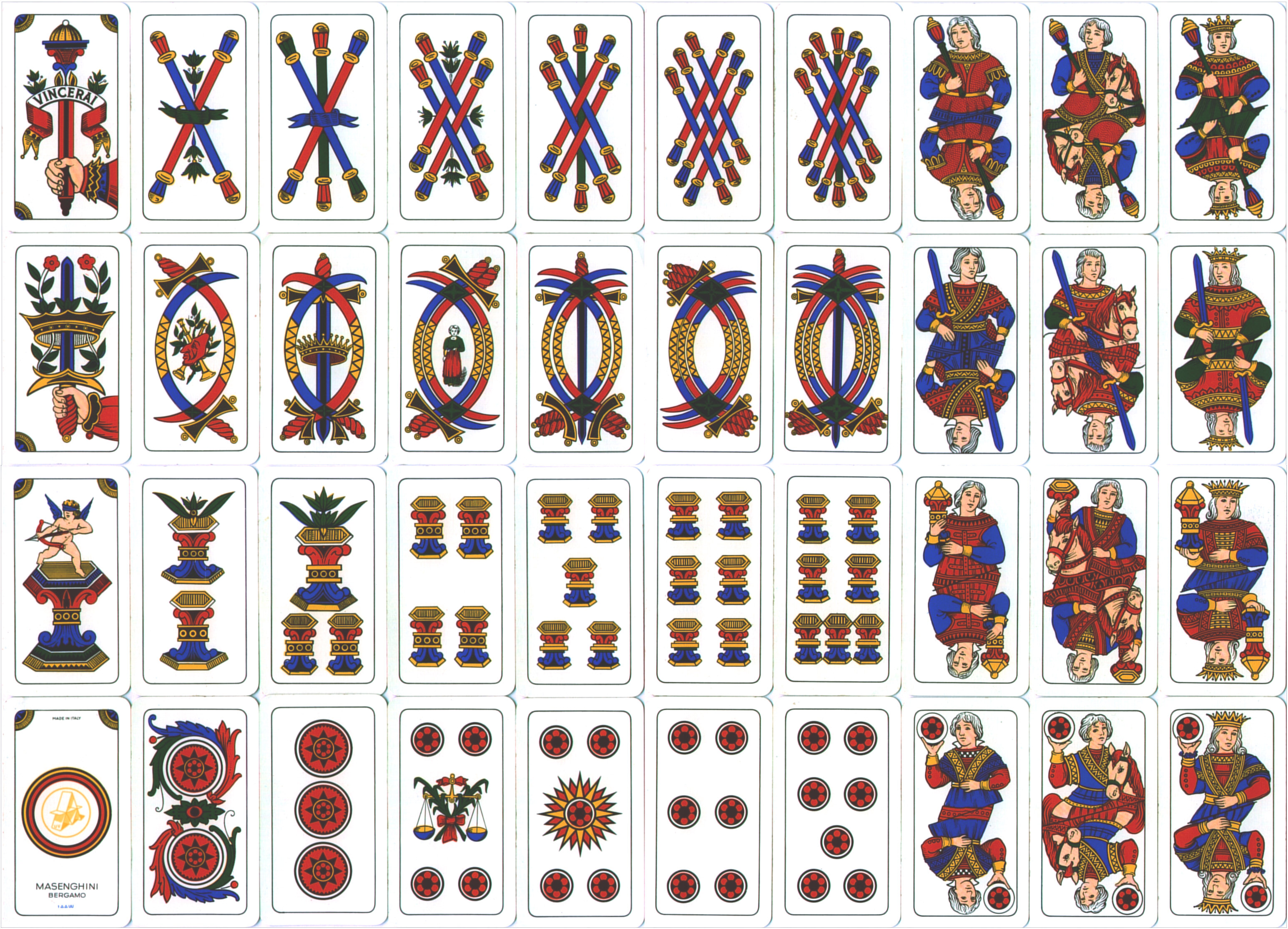
Cartes de Bergame.

Les cartes de Bergame (carte bergamasche, « cartes bergamasques ») sont au nombre de 40 ; elles mesurent 94 mm de long et 50 mm de large. Les figures sont tête-bêche ; celles de bâtons portent des massues, celles d'épées des épées droites. Les deniers sont rouges sur fond noir.
L'as de denier est simplement constitué d'un grand cercle jaune et orange. L'as de bâton porte la devise « vincerai » (« tu vaincras »). L'as de coupe représente un Cupidon aux yeux bandés surmontant une fontaine, qui serait inspiré des armoiries de la famille Sforza.
Les paquets bergamasques comptent également quatre cartes supplémentaires : deux cartes portant les nombres de 1 à 8, deux autres ceux de 1 à 10. Ils permettent de comptabiliser le score à la scopa.

#### Bologne

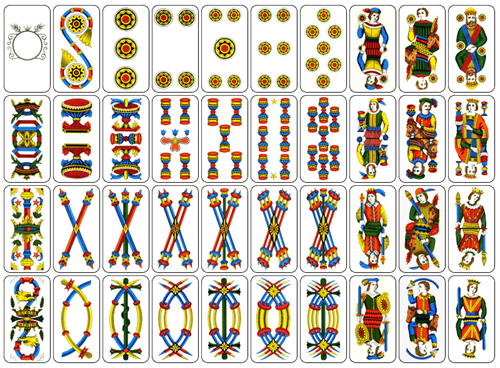
Carte de Bologne.

Les cartes de Bologne (carte bolognese, « cartes bolognaises ») mesurent 104 mm de long pour 49 mm de large ; avec les cartes de Trévise, ce sont les plus longues cartes à jouer d'Italie. Elles sont diffusées dans la région de Cento. Elles dérivent directement du tarot de Bologne (it).
Le paquet compte 40 cartes. Les figures sont tête-bêche. L'as de denier est un simple rond noir. L'as d'épée est une figure en forme de S inversé, terminée par deux têtes de dragons.

#### Brescia

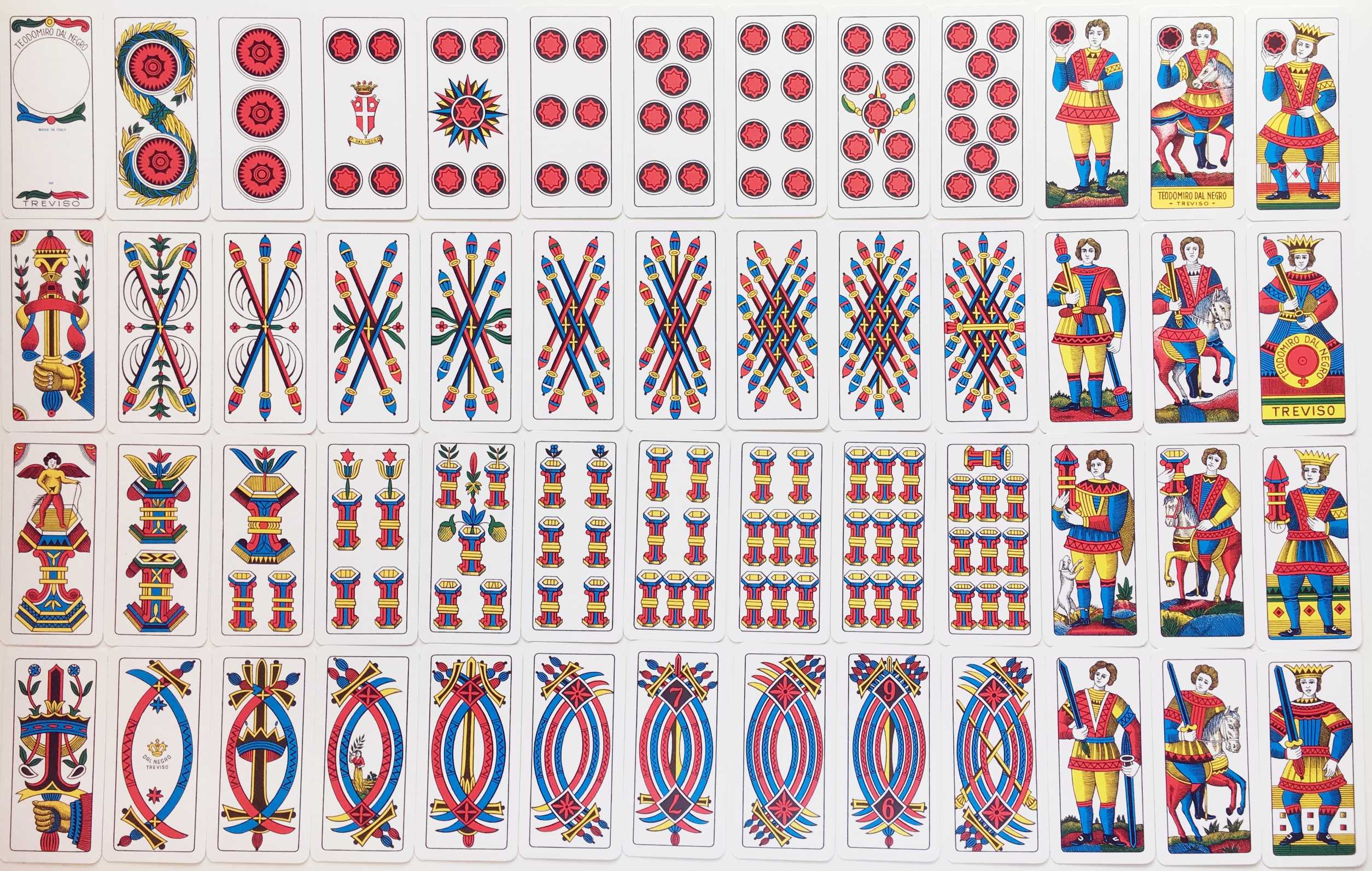
Cartes de Brescia.

Les cartes de Brescia (carte bresciane, « cartes brescianes ») sont la seule variante régionale qui n'existe qu'en paquets de 52 cartes, afin de servir pour le cicera bigia (it), un jeu typique de la province de Brescia. Elles mesures 88 mm de long et 43 mm de large, les plus petites d'Italie.
Les figures sont en pied, dans un style naïf et coloré : les proportions de leur corps sont approximatives. Les deniers sont des ronds noirs comportant un octogone rouge. L'as de denier est un simple cercle noir. L'as de coupe, de façon similaire aux carte de Bergame, représente un angelot sur une fontaine.

#### Trente
Les cartes de Trente (carte trentine, « cartes trentines ») sont au nombre de 40 ou 52. Elles mesurent 94 mm de long pour 50 mm de large.
Les figures sont en pied ; les quatre rois sont assis, le roi de denier étant situé sur un espace circulaire blanc permettant d'apposer l'ancien timbre fiscal, à la différence des autres variantes d'Italie où le timbre était placé sur l'as de denier. Celui-ci est décoré d'une médaille portant un buste d'homme.
Les valeurs des cartes 2 à 7 sont indiquées dans les coins.

#### Trévise
Les cartes de Trévise (carte trevisane, « cartes trévisanes »), de Venise (carte veneziane, « cartes vénitiennes ») ou de Vénétie carte venete) sont diffusées dans la Vénétie et le Frioul. Le Museo Correr de Venise en possède un jeu de 52 cartes qui remonte au XVIIIe siècle.
Elles mesurent 104 mm de long pour 49 mm de large, ce qui en fait les plus longues cartes d'Italie avec celles de Bologne. Les paquets comportent 40 ou 52 cartes.
les figures sont tête-bêche. Le valet d'épée porte une tête tranchée dans sa main gauche. Les deniers sont à moitié bleu et à moitié jaune. L'as de denier comporte un grand cercle noir destiné à recevoir le timbre fiscal.
Les as portent chacun une devise :
- as de bâton : « se ti perdi tuo danno »
- as de coupe : « per un punto Martin perse la cappa »
- as de denier : « non val sapere a chi ha fortuna contra »
- as d'épée : « non ti fidar di me se il cuor ti manca »

La valeur numérique des cartes de 2 à 7 est indiquée en haut à gauche et en bas à droite.

#### Trieste
Les cartes de Trieste (carte triestine, « cartes triestines ») sont similaires à celles de Trévise, dont elles sont dérivées. Elles mesurent 98 mm de long et 53 mm de large, en paquets de 40 cartes. Elles sont utilisées non seulement à Trieste mais également dans la Bisiacaria, dans une partie de la Slovénie et dans les localités de la côte d'Istrie.
Les figures sont tête-bêche. Comme les cartes de Trévise, les as portent chacun une devise :
- as de denier : « son gli amici molto rari quando non si ha danari » ou « non val saper chi ha fortuna contra »
- as de bâton : « molte volte le giuocate van finire a bastonate »
- as d'épée : « il giuoco della spada a molti non aggrada »
- as de coupe : « una coppa di buon vin fa coraggio fa morbin »

Les cartes sont toutes numérotées sur deux coins opposés (ces coins variant suivant les cartes) : les as par 1, les cartes de 2 à 7 par leur valeur respectives, les figures de 11 à 13. Les cartes de 8 à 10 des jeux de 52 cartes ne sont plus utilisées. Les figures comportent également leur nom (« valet de denier », « cavalier de bâton », etc.) sur une barre horizontale qui les divise en leur milieu.

#### Udine
Les cartes d'Udine (carte udinesi, « cartes udinaises ») ont aujourd'hui disparu. Elles possédaient les caractéristiques des cartes de Trévise et de Trieste, sans toutefois aucun poème ou devise sur les as, sans timbre fiscal sur le roi de bâton ni noms sur les figures. Elles ont aujourd'hui été remplacées par les cartes de Trévise.

### Enseignes espagnoles

#### Caractéristiques
Les enseignes espagnoles dérivent des cartes employées en Espagne et sont importées pendant les XVIIIe et XIXe siècles. Elles sont principalement utilisées dans la moitié sud de l'Italie. Elles possèdent les caractéristiques suivantes :
- Les paquets comptent essentiellement 40 cartes.
- Les figures sont le valet, le cavalier et le roi.
- Les couleurs principalement utilisées pour le dessin sont essentiellement le vert, le rouge et le jaune (or) avec par moments la présence du bleu.
- Les épées (spade en italien) sont droites.
- Les bâtons (bastoni) ressemblent à des gourdins.
- Les deniers (denari) sont circulaires et principalement jaunes, portant des décorations rappelant des pièces en or ou des médailles.
- Les coupes (coppe) sont de forme ronde et possèdent des anses.

Le tableau suivant recense certaines des enseignes.
| Variante  | Épée | Coupe | Denier | Bâton |
| --------- | ---- | ----- | ------ | ----- |
| Plaisance |      |       |        |       |
| Romagne   |      |       |        |       |
| Naples    |      |       |        |       |
| Sicile    |      |       |        |       |
| Sardaigne |      |       |        |       |

#### Abruzzes
Les cartes des Abruzzes (carte abruzzesi, « cartes abruzzaises ») sont une variante des cartes de Naples. Il s'agit d'un jeu de 40 cartes contemporaines, produites en 2010 par la carterie Dal Negro (en) à l'initiative du comité d'organisation « Mostre ceramiche antiche e moderne » de Teramo. Les quatre as symbolisent la province ; l'as de denier représente par exemple un aigle couronné (L'Aquila), perché sur une pièce de monnaie. Le roi de denier a les caractéristiques de Frédéric II.

#### Bari
Les cartes de Bari (carte baresi, « cartes baraises »), typiques des Pouilles, ne sont plus utilisées. Elles comportaient 40 cartes, presque identiques à celles de Naples à l'exception du cinq d'épée et de figures plus trapues.

#### Naples

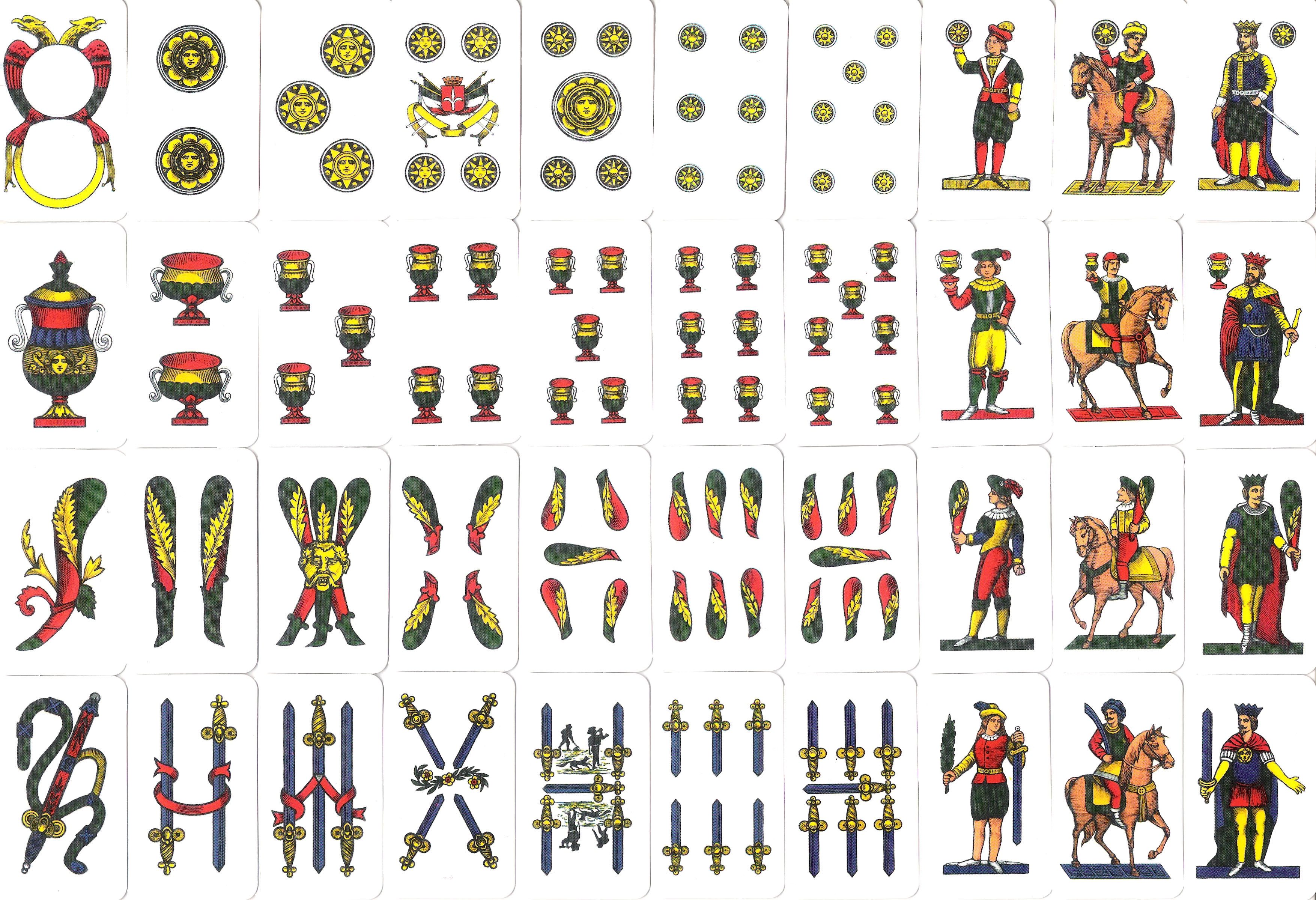
Carte de Naples.

Les cartes de Naples (carte napoletane, « cartes napolitaines ») sont les plus diffusées en Italie et sont utilisées dans la majeure partie du sud du pays. Le jeu compte 40 cartes, de 83 mm de long et 50 mm de large.
Les figures sont représentées en pied. Les valets, sans barbe et quasi-androgynes, sont parfois appelés donna, « dame ». La cavalier d'épée possède un turban et un cimeterre. Le roi de denier est parfois appelé matta (« fou ») car dans certains jeux, comme dans le sette e mezzo, il peut prendre n'importe quelle valeur.
Les deniers portent une figure solaire jaune. Le trois de bâton comporte un masque central, surnommé Gatto Mammone (it) du fait de sa ressemblance avec la créature surnaturelle du même nom. Le cinq d'épée met en scène des silhouettes effectuant des travaux des champs.

#### Plaisance

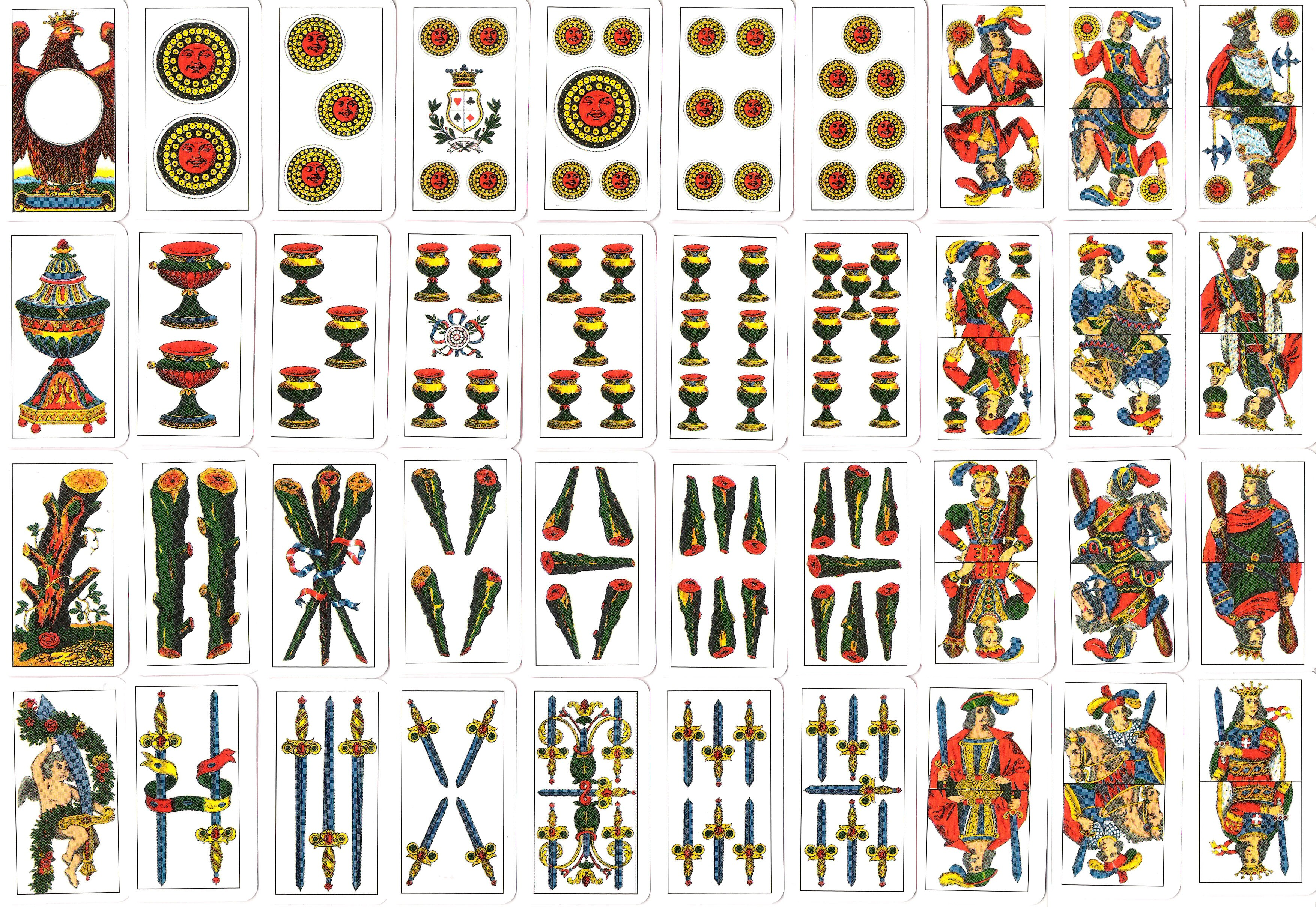
Carte de Plaisance.

Les cartes de Plaisance (carte piacentine, « cartes placentines ») proviendraient de l'occupation française, entre 1808 et 1814 ; elle seraient dérivées de l'Aluette, un jeu de l'ouest de la France faisant usage de cartes aux enseignes espagnoles. Ce style de cartes est répandu dans l'ouest de l'Émilie, dans le sud de la Lombardie, dans les Apennins toscans, les Marches, l'Ombrie et le Latium ; dans ces trois dernières régions, les cartes placentines sont arrivées au XIXe siècle, quand le territoire des États pontificaux bordait les duchés d'Émilie. Les cartes mesurent 91 mm de long et 50 mm large. Un jeu compte 40 cartes.
Les figures sont tête-bêche ; jusque dans les années 1950, elles étaient représentées en pied. L'as de bâton est un énorme tronc. L'as de denier représente un aigle portant en son centre un disque blanc, sur lequel était apposé le timbre fiscal avant la disparition de cette taxe. Au début du XIXe siècle, cette taxe était placée sur le quatre de denier ; la place correspondant est désormais remplacée par les armoiries de la ville d'où provient le jeu.

#### Romagne
Les cartes de Romagne (carte romagnole, « cartes romagnoles ») sont à mi-chemin entre les cartes napolitaines et les cartes placentines ; elles sont utilisées dans les provinces de Rimini, Forlì-Cesena, Ravenne, Ferrare et dans la ville de Imola, ainsi qu'à Saint-Marin. Un jeu comporte 40 cartes, mesurant 88 mm de long sur 58 mm de large.
Les figures sont en pied. L'as de denier est presque entièrement blanc.

#### Rome
Les cartes de Rome (carte romane, « cartes romanes ») ne sont plus usitées.

#### Sardaigne
Les cartes de Sardaigne (carte sarde, « cartes sardes ») ressemblent fortement aux jeux de cartes espagnols, témoins des fort liens culturels entre la Sardaigne et l'Espagne. Les 40 cartes mesurent 88 mm de long sur 56 mm de large.
Comme sur les cartes espagnoles, la valeur des cartes sardes est indiquée par des petits nombres dans les coins. Les valets sont également numérotés 10, les cavaliers 11 et les rois 12 ; les cartes 8 et 9, présentes dans les jeux espagnols à 48 cartes, ne font pas partie du jeu sarde.
De façon inhabituelle pour des cartes italiennes, l'as de denier est représenté par une énorme pièce d'or, portant une figure solaire.

#### Sicile
Les cartes de Sicile (carte siciliane, « cartes siciliennes ») sont similaires aux cartes de Naples, mais légèrement plus petites. Un jeu comporte 40 cartes.
Le cinq de denier possède un point central nettement plus grand que les autres, représentant un charriot à deux chevaux conduit par une femme. Ce dessin provient d'une pièce italienne de 10 lires émise en 1926.

#### Viterbe
Les cartes de Viterbe (carte viterbesi, « cartes viterboises ») ont disparu. Présentes dans le sud de l'Italie, elles étaient un hybride entre les cartes de Plaisance et de Romagne, mesurant 90 mm de long sur 45 mm de large.

### Enseignes françaises

#### Caractéristiques
Les enseignes françaises sont principalement utilisées dans le nord-ouest de l'Italie, dans des régions influencées par la France. Elles possèdent les caractéristiques suivantes :
- Les paquets comptent 40 ou 52 cartes, parfois 36.
- Les figures sont le valet, la dame et le roi.
- Les enseignes sont les cœurs (cuori), carreaux (quadri), trèfles (fiori) et piques (picche).
- La valeur des cartes n'est quasiment jamais mentionnée.

| Variante | Cœur | Carreau | Trêfle | Pique |
| -------- | ---- | ------- | ------ | ----- |
| —        |      |         |        |       |

#### Gênes

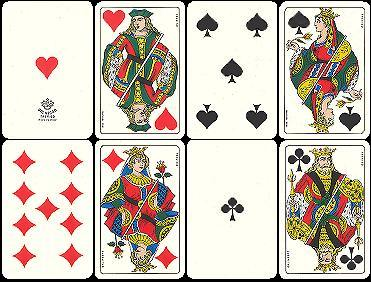
Carte de Gênes.

Les cartes de Gênes (carte genovesi, « cartes génoises ») sont répandues dans toute la Ligurie. Elles existent en trois versions : 36, 40 ou 52 cartes ; les jeux de 36 cartes sont toutefois quasiment obsolètes. Elles mesurent 88 mm de long sur 58 mm de large.
Les figures sont tête-bêche, mais divisées suivant une ligne diagonale, la seule variante italienne dans ce cas.

#### Milan

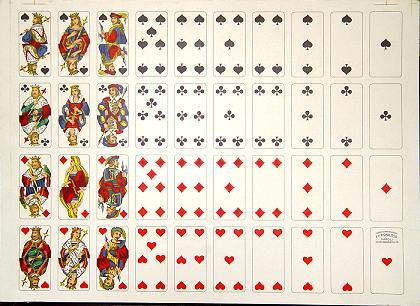
Cartes de Milan.

Les cartes de Milan (carte milanesi, « cartes milanaises ») ou de Lombardie (carte lombarde, « cartes lombardes ») sont longues (94 mm) et étroites (50 mm). Un jeu en comporte 40.
Les figures sont tête-bêche, divisées horizontalement.

#### Nuoro
Les cartes de Nuoro (carte nuoresi, « cartes nuoraises ») ne sont plus utilisées.

#### Piémont

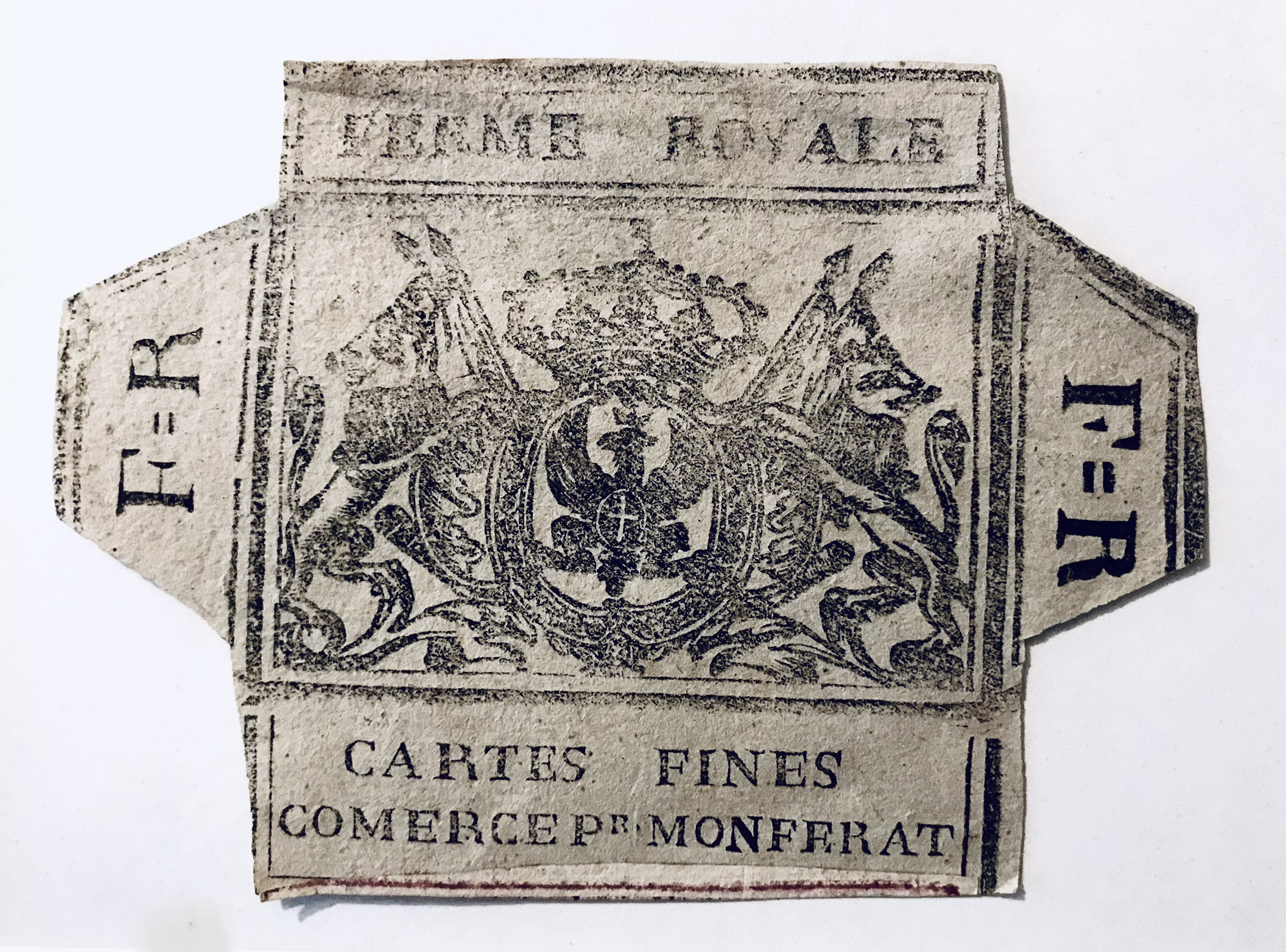
Enveloppe pour cartes à jouer, ferme royale du royaume de Piémont-Sardaigne, XVIIIe siècle.

Les cartes du Piémont (carte piemontesi, « cartes piémontaises ») sont similaires à celles de Gênes. Elles mesurent 83 mm de long sur 50 mm de large et les jeux comportent 36, 40 ou 52 cartes.
Les as de carreau, pique et trèfle sont entourés d'une guirlande décorative.

#### Toscane
Les cartes de Toscane (carte toscane, « cartes toscanes ») ou de Florence (carte fiorentine, « cartes florentines ») diffèrent par la taille : celles de Toscane mesurent 88 mm de long sur 58 mm de large ; celles de Florence 101 mm de long sur 67 mm de large, parmi les plus grandes d'Italie. Les jeux comportent 40 cartes.
Les figures sont représentées en pied.

### Enseignes allemandes
Au nord-est de l'Italie, près de la frontière avec l'Autriche (dans des zones autrefois sous contrôle autrichien), les jeux de cartes portent les enseignes allemandes : cœurs (cuori), grelots (campanelli), glands (ghiande) et feuilles (foglie). Ces cartes sont répandues dans la province de Bolzano, où elles sont appelées « cartes salzbourgeoises » (carte salisburghesi), en référence à la ville autrichienne de Salzbourg.
Les paquets comportent 40 cartes. Les figures sont le roi (König), le valet supérieur (Ober) et le valet inférieur (Unter). Les nombres ne comportent pas l'as, le trois ou le quatre : la carte la plus faible est le 2, nommé Daus, suivi des 5, 6, 7, 8, 9 et 10. Une dernière carte, le Weli, sert de joker dans certains jeux.
| Variante  | Gland | Feuille | Cœur | Grelot |
| --------- | ----- | ------- | ---- | ------ |
| Salzbourg |       |         |      |        |